# Rophites anatolicus
Rophites anatolicus är en biart som först beskrevs av Schwammberger 1975.  Rophites anatolicus ingår i släktet blomdyrkarbin, och familjen vägbin. Inga underarter finns listade i Catalogue of Life.